# Arif Hikmet Koyunoğlu
Ahmet Arif Hikmet Koyunoğlu (Istanbul, 1888 – Istanbul, 27 luglio 1982) è stato un architetto e fotografo turco.

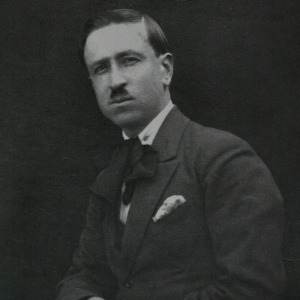
Arif Hikmet Koyunoğlu

Tra gli architetti del primo periodo della Repubblica, le opere più importanti di Koyunoğlu sono il Museo Etnografico di Ankara, l'edificio dell'organizzazione Türk Ocağı, oggi adibito a museo, e il Centro culturale Tayyare di Bursa. Koyunoğlu è stato uno dei principali esponenti del Primo movimento architettonico nazionale.

## Biografia

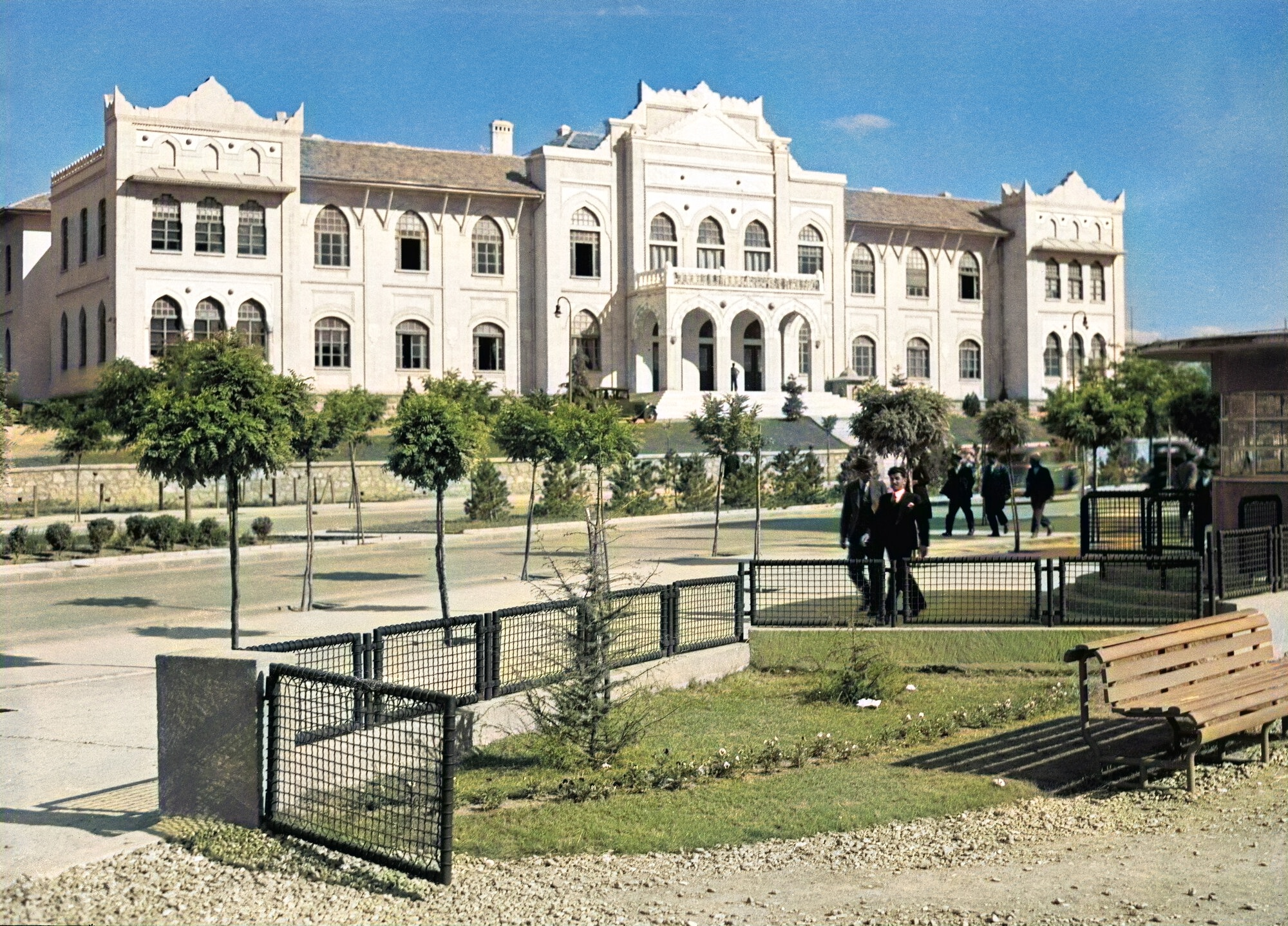
Ministero della Cultura e Turismo (già Ministero degli Affari Esteri) ad Ankara

Nato a Costantinopoli, Koyunoğlu studiò alla Scuola Industriale di Belle Arti (in turco Sanayi-i Nefise Mektebi) tra il 1908 e il 1914. Fu allievo di Giulio Mongeri e Alexandre Vallaury. Con Mongeri, lavorò alla costruzione della chiesa di Sant'Antonio a Beyoğlu, Istanbul. Durante il servizio militare nella prima guerra mondiale, costruì l'edificio del Club del Comitato di Unione e Progresso a Erzurum. Quando tornò a Istanbul dopo il servizio militare, la città era sotto occupazione e non ebbe la possibilità di lavorare come architetto. Si dedicò quindi alla fotografia. Oltre al fotogiornalismo, aprì uno studio fotografico a Cağaloğlu, Istanbul. Koyunoğlu, fuggito ad Ankara nel 1922 a causa delle pressioni delle forze di occupazione, lavorò per un po' di tempo come architetto presso il Ministero della Sharia e dell'Evkaf, poi aprì un proprio studio e lavorò come architetto per edifici privati, continuando a lavorare come fotoreporter per il giornale İleri di Istanbul. Le opere più importanti di Koyunoğlu ad Ankara sono il Museo Etnografico e l'Edificio del Türk Ocağı. Altre opere in questa città sono l'edificio Himaye-i Etfal Cemiyeti (Appartamento del Palazzo dei Bambini), l'edificio del Tribunale, il Büyük Otel, la Casa di Celal Bayar, la Casa di Mithat Alam (residenza dell'ambasciata israeliana), il Ministero degli Affari Esteri (oggi sede del Ministero della Cultura e del Turismo) e il Ministero dell'Istruzione. Koyunoğlu, che costruì il Teatro e il Cinema della Società Tayyare a Bursa tra il 1930 e il 1934 dopo aver vinto il primo premio in un concorso internazionale, si stabilì a Istanbul dopo aver completato questo edificio, si impegnò nel restauro di vecchi edifici e nella costruzione di case e appartamenti, e costruì le case di personalità dell'epoca. Nel 1981 gli fu conferito il Premio Atatürk per l'Arte e morì nel 1982.